# 앉은부채
앉은부채는 천남성과에 속하는 여러해살이풀이다. 북아메리카와 시베리아 동부, 동아시아에 분포한다. 한국에서는 제주도를 제외한 전국의 산 그늘진 곳에서 자란다.

## 명칭
앉은부채란 이름은 정태현 외 3인의 《조선식물향명집》(1937)에 처음 나온다. 이름의 유래에 대해선 정설이 없으나 이른 봄 언 땅을 녹이고 나오는 꽃의 키가 그리 크지 않아 ‘앉은’이라는 말이 붙은 듯하고, 부채는 부처가 변한 말로 추정된다. 이른 봄 뚫고 나온 불염포가 부처의 광배와 비슷하여 이런 이름이 붙었을 것이다. 영어권에선 꽃에서 나는 냄새 때문에 스컹크 캐비지(skunk cabbage)라고 한다.

## 생태
줄기는 없으며 2~4월에 잎보다 먼저 꽃이 핀다. 붉은 얼룩이 있는 주머니 같이 생긴 타원형의 꽃덮개인 불염포(佛焰苞, 부처의 배광처럼 생긴 꽃받침) 속에 작은 꽆이 육수꽃차례(肉穗花序, 육수화서 - 꽃대의 주위에 꽃자루가 없는 수많은 잔꽃이 모여 피는 꽃차례)로 난다. 꽃은 빽빽하게 붙어서 지압공 같다. 꽃의 크기는 2-4 cm 정도이다. 꽃에서는 썩은 고기 냄새가 난다. 꽃이 질 때쯤 뿌리에서 여러 장의 잎이 모여 난다. 잎몸은 부채처럼 생긴 넓은 심장 모양으로 길이와 너비 모두 30~40센티미터쯤 되며 가장자리는 밋밋하다. 열매는 장과이며 여름에 붉은색으로 익는다.

## 쓰임새
잎을 삶아서 묵나물을 만들고 뿌리는 약용하지만 독이 있어 조심해야 한다. 약재로 쓸 때에는 취숭(臭菘)이라고 하며 진정제, 해열제 등으로 쓰인다.

## 재배 및 관리
반그늘 또는 그늘을 좋아하고, 부식질이 풍부한 비옥한 사질양토에서 잘 자란다. 노지에서 월동이 가능하나 건조에 약하므로 물을 충분히 주어야 하지만, 또한 배수가 잘 되어야 한다. 번식은 씨뿌리기로 하는데, 종자를 구하기도 어렵고 발아와 육묘 또한 쉽지 않다.

## 사진

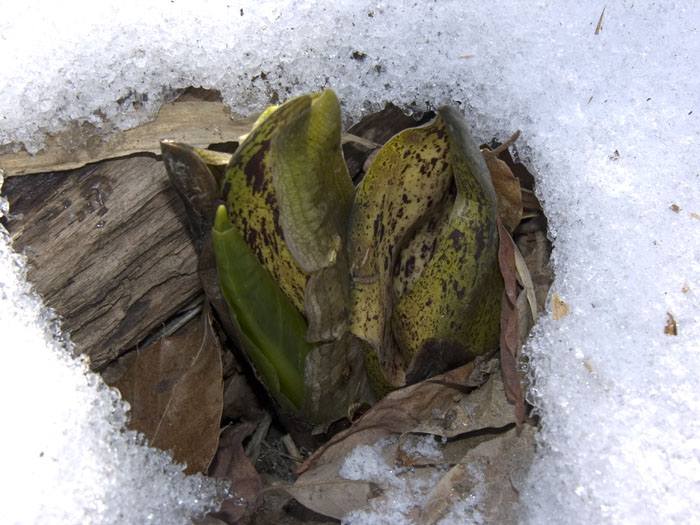
불염포가 언 땅을 뚫고 나온 모습
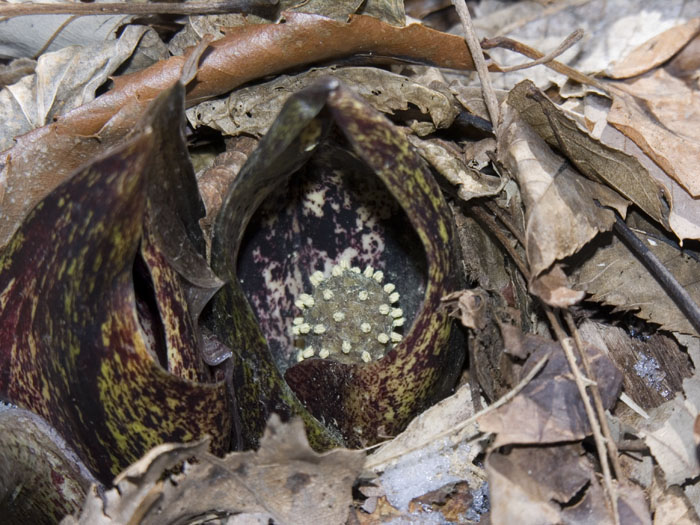
꽃
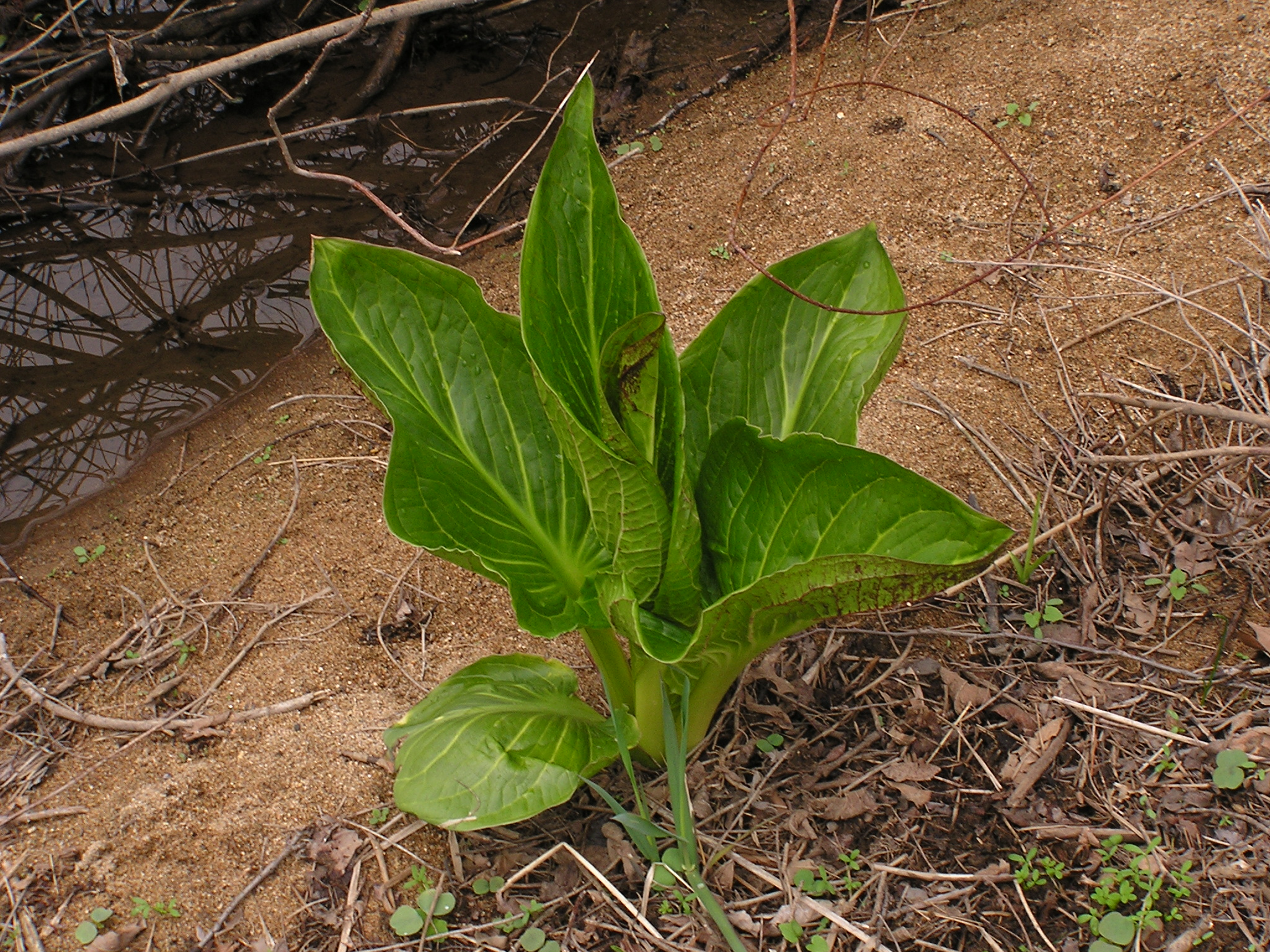
꽃 지고 잎 난 모습

## 같이 보기
- 애기앉은부채
- 산부채

## 참고 문헌
- 고경식·김윤식, 《원색한국식물도감》(아카데미서적, 1988)
- 송기엽·윤주복, 《야생화 쉽게 찾기》(진선출판사, 2003) ISBN 89-7221-343-8
- 현진오·문순화, 《아름다운 우리 꽃 봄꽃 150》(교학사, 1999) ISBN 89-09-05212-0